# Рябов, Виктор Васильевич (артист)
Виктор Васильевич Рябов (30 июня 1942 — 30 августа 2018) — российский артист. Народный артист Российской Федерации (2012), Заслуженный артист РСФСР (1980).

## Биография
Родился 30 июня 1942 года.
Окончил театроведческий факультет Государственного института театрального искусства имени А. В. Луначарского.
Начиная с 1962 года работал в Театре кукол имени С. В. Образцова.
Работал на телевидении в программе «Спокойной ночи, малыши» (роль Буквоежки).
Умер Виктор 30 августа 2018 года. Прощание с ним состоялось 2 сентября в храме Преподобного Пимена Великого.

## Театральные работы
- Солдат («Солдат и ведьма»)
- Дон Жуан («Дон Жуан»)
- Кролик Константин («Таинственный гиппопотам»)
- Солист оперетты («Необыкновенный концерт»)
- Аладдин и Мудрейший («Волшебная лампа Аладдина»)
- Волк и Акела («Маугли»)
- Сим («Ноев ковчег»)
- Фокусник Тархун ибн Абракадабра
- Цыган Вася Бельведерский

## Озвучивание мультфильмов
- 1986 — КОАПП. Самая скорая помощь
- 1993 — Прекрасная Маргарет и Черри-Флей — король / слуга Черри-Флей / брат Маргарет
- 1994 — Квартет
- 1994 — Не в духе — Семён Ильич Прачкин
- 1995 — Семь дней с Морси — Митрофан (2-5 серии)
- 1997 — Нос майора

## Награды и премии
- Народный артист Российской Федерации (2012).
- Заслуженный артист РСФСР (1980).
- Премия за участие в фольклорном фестивале г. Биллингема (1993)[2][1].
- Диплом фестиваля «Московская театральная весна» (1976)[2][1].